# Yunnanboomklever
De yunnanboomklever (Sitta yunnanensis) is een zangvogel uit het geslacht Sitta.

## Verspreiding en leefgebied
Deze soort is endemisch in zuidwestelijk China.